# Coupe des clubs champions de l'océan Indien 2016
Navigation
Édition précédente
La Coupe des clubs champions de l'océan Indien 2016 est la sixième édition de la compétition organisée par l'Union des fédérations de football de l'océan Indien. Elle oppose six clubs provenant des Comores, de Madagascar, de Maurice, de Mayotte, de La Réunion et des Seychelles.

## Clubs qualifiés
- Cercle de Joachim SC  - Champion de Maurice 2014-2015
- JS Saint-Pierroise  - Champion de La Réunion 2015
- Steal Nouvel de Sima  - Vice-champion des Comores 2015
- CNAPS Sport  - Champion de Madagascar 2015
- FC Mtsapéré  - Champion de Mayotte 2015
- La Passe Football Club  - 4e du championnat des Seychelles 2015

## Phase de poules

### Poule A
La phase préliminaire de la Zone A se déroulera à Madagascar.       
| Rang | Équipe               | Pts | J | G | N | P | Bp | Bc | Diff |  | Résultats (▼ dom., ► ext.) |  |     |     |
| ---- | -------------------- | --- | - | - | - | - | -- | -- | ---- |  | -------------------------- |  | --- | --- |
| 1    | CNAPS Sport          | 4   | 2 | 1 | 1 | 0 | 2  | 0  | +2   |  | CNAPS Sport                |  | 2-0 | 0-0 |
| 2    | FC Mtsapéré          | 3   | 2 | 1 | 0 | 1 | 1  | 2  | -1   |  | FC Mtsapéré                |  |     | 1-0 |
| 3    | Steal Nouvel de Sima | 1   | 2 | 0 | 1 | 1 | 0  | 1  | -1   |  | Steal Nouvel de Sima       |  |     |     |

### Poule B
La phase préliminaire de la Poule B s'est déroulé aux Seychelles
| Rang | Équipe                 | Pts | J | G | N | P | Bp | Bc | Diff |  | Résultats (▼ dom., ► ext.) |  |     |     |
| ---- | ---------------------- | --- | - | - | - | - | -- | -- | ---- |  | -------------------------- |  | --- | --- |
| 1    | JS Saint-Pierroise     | 6   | 2 | 2 | 0 | 0 | 6  | 1  | +5   |  | JS Saint-Pierroise         |  | 2-0 | 4-1 |
| 2    | La Passe Football Club | 3   | 2 | 1 | 0 | 1 | 4  | 4  | 0    |  | La Passe Football Club     |  |     | 4-2 |
| 3    | Cercle de Joachim SC   | 0   | 2 | 0 | 0 | 2 | 3  | 8  | -5   |  | Cercle de Joachim SC       |  |     |     |

## Finale
La finale devait opposer le CNAPS Sport et la JS Saint-Pierroise, mais elle n'est jamais jouée.

### Aller
| 2016 ..h.. GMT | CNAPS Sport | - | JS Saint-Pierroise | Stade Rabemananjara Mahajanga, Majunda (Madagascar) |  |
|                |             |   |                    |                                                     |  |

### Retour
| 2016 ..h.. GMT | JS Saint-Pierroise | - | CNAPS Sport | Stade Rabemananjara Mahajanga, Majunda (Madagascar) |  |
|                |                    |   |             |                                                     |  |